# Farewell Amor
Farewell Amor es una película estadounidense estrenada en 2020, escrita y dirigida por Ekwa Msangi. La película estrenó en el Festival de Cine de Sundance.

## Sipnosis
Hace 17 años Walter se vio obligado a dejar su familia en Angola para trabajar como taxista en Nueva York. Ahora está a punto de recoger a su mujer, Esther, y a su hija, Sylvia, del aeropuerto para llevarlas a su pequeño piso de Brooklyn. Aunque se esfuerzan en retomar su vida en común, sus mundos chocan, haciéndoles sentir a cada uno como extraños.

## Reparto
- Ntare Mwine como Walter
- Zainab Jah como Esther
- Jayme Lawson como Sylvia
- Joie Lee como Nzingha

## Recepción
Farewell Amor recibió elogios de la crítica, manteniendo una tasa de aprobación del 98% en el Rotten Tomatoes con 62 evaluaciones y una clasificación media de 7,50/10. El consenso de los críticos de la web dice: "Una película que captura de manera conmovedora las consecuencias del reencuentro de una familia separada durante mucho tiempo". El Metacritic le da una puntaación de 75 en 100 con base en las opiniones de 16 críticos, indicando "evaluaciones generalmente favorables".

## Premios
- Festival de Sundance 2020.
- Mejor actor a Ntare Guma Mbaho Mwine y Mejor guion en Durban Int. Film Festival 2020.
- Mejor film de ficción en San Diego Int. Film Festival 2020.
- Mejor película de ficción en ReFrame Stamp 2021.
- Archie Award a mejor ópera prima en Philadelphia Film Festival 2020.
- NBR Award National Board of Review USA 2021.
- Someone to Watch Award en Film Independent Spirit Awards 2021.
- Premio a la excelencia en la dirección de mujeres de NYC en Hamptons Int. Film Festival 2020.
- Nominación al mejor guion original en Chlotrudis Awards 2021.
- Americana Film Fest 2021.[6]